# Elsie Mary Griffin
Elsie Mary Griffin (1 de noviembre de 1884–3 de mayo de 1968) fue una botánica, profesora y administradora de organización comunitaria neozelandesa. Nació en Lawrence, Otago, Nueva Zelanda el 1 de noviembre de 1884.

## Biografía
Los Griffins se mudaron a la provincia de Auckland, a sus 16 años. Elsie asistió al Methodist Prince Albert College en Auckland. Y, en 1906, se le otorgó un MA con honores en botánica después de haber estudiado en Auckland University College. En ese mismo año, fue capaz de asumir una posición como "botany mistress" en la Auckland Girls' Grammar School. Elsie se casó con Cornelius Griffin, un ministro Wesleyan. Como profesora de botánica, Elsie llevaba a sus alumnos en largas caminatas en el Waitakere Ranges de modo que podrían recoger especímenes. Se la describe como una mujer animada y entusiasta, y esas características la hizo llevarse bien con su alumnado. Durante el tiempo de su enseñanza, se implicó con la Asociación Cristiana de Señoritas en Auckland. En 1908, ayudó a formar un grupo de estudio compuesto de graduados universitarios. Después de eso, en 1910, dirigió un Círculo de estudio de la Biblia y sirvió en su Comité evangélico. También fue secretaria de la YWCA en la ciudad de Dunedin de 1912 a 1915, y esa experiencia la llevó a pasar sus próximos dos años estudiando métodos de trabajo social en EE. UU. En 1917, volvió a Auckland para ser una vez más la secretaria de la local YWCA.